# Bobrovecká dolina (Západní Tatry)
Bobrovecká dolina je severní větví Jalovecké doliny.
Protéká jí Polianský potok. V její horní části jsou Čierne a Biele Bobrovecké pliesko.
Dolina byla dříve využívána obyvateli Bobrovce k pastvě a z toho vznikl její název.

## Topografie
Nachází se v hlavním směru Jalovecké doliny a pokračuje až k vrcholu Brestová (1934 m) v hlavním hřebeni, který končí v karu zvaném Zadné Kotliny. Její pravé úbočí končí na hřebeni od Brestové k Sivému vrchu a dále k Ostré, Velké a Malé kopě. Svahy na levé straně vytvářejí vyvýšeninu rozprostírající se v jihozápadním směru přes Jaloveckou horu, Veľký a Malý Lysec. Na levém úbočí Bobrovecké doliny jsou žleby Brezovčik a Podválovec, který je největší větví údolí. Dnem údolí protéká Polianský potok, který se vlévá do Jalovčanky.

## Popis údolí
Údolí je ledovcového původu. Ledovec se sem rozšířil v pleistocénu od severu. V horní části údolí se vyskytují usazené horniny: vápence a dolomity a leží tu Bobrovecké plieska. Větší část údolí se skládá z rul a krystalických břidlic.

## Turistika
- po žluté  od ústí údolí v Jalovci na tatranskou magistrálu a dále přes rozcestí k Parichvostu do sedla Pálenica, odkud je možné dále jít na Sivý vrch nebo Brestovou.

z Jalovce na tatranskou magistrálu: 01.05 h, 45 min ↓
od rozcestí s tatranskou magistrálou na rozcestí k Parichvostu: 1.35 h, zpět stejně
od rozcestí k Parichvostu do sedla Pálenica: 2 h, 01.30 h ↓
Stezka je jednou z nejméně navštěvovaných turistických tras v Tatrách.